# Zbigniew Wacław Suski
Zbigniew Wacław Suski (ur. 24 stycznia 1931 w Warszawie, zm. 6 stycznia 1993) – polski entomolog, profesor nauk rolniczych.

## Życiorys
W 1954 r. uzyskał w Szkole Głównej Gospodarstwa Wiejskiego stopień inżyniera, w 1955 r. magistra. W 1963 r. obronił doktorat na Uniwersytecie Cornella w Stanach Zjednoczonych, w 1968 r. habilitował się w SGGW, w 1973 r. został profesorem nadzwyczajnym, w 1984 r. profesorem zwyczajnym. Od 1970 do 1992 r. kierował Zakładem Ochrony Sadów Instytucie Sadownictwa i Kwiaciarstwa, był członkiem Komitetu Ochrony Roślin Polskiej Akademii Nauk, w latach 1970-1986 był członkiem Rady Naukowej ISiK w Skierniewicach oraz Instytutu Ochrony Roślin w Poznaniu. Ponadto należał do Polskiego Towarzystwa Entomologicznego, Międzynarodowego Towarzystwa Nauk Ogrodniczych, Stowarzyszenia Inżynierów i Techników Ogrodnictw oraz Stowarzyszenia Inżynierów i Techników Rolnictwa. 
Zmarł w 1993 r., został pochowany na Cmentarzu Komunalnym w Skierniewicach. 

## Praca naukowa
Zbigniew Wacław Suski specjalizował się w systematyce roztoczy, a szczególnie rodziną różnopazurkowców (Tarsonemidae). Opisał ok. 20 nowych gatunków roztoczy, prowadził monitoring pojawu i pracował nad metodami zwalczania szkodników w sadach. Pozostawił liczne prace poświęcone rozprzestrzenianiu się i niekonwencjonalnym metodom zwalczania owocówki jabłkóweczki. Dorobek naukowy stanowi ponad 300 publikacji, w tym 100 oryginalnych prac naukowych, 6 opracowań przeglądowych, 5 książek i podręczników.   

## Nagrody i odznaczenia
Nagrody i odznaczenia:
- Nagroda Ministra Rolnictwa, Leśnictwa i Gospodarki Żywnościowej I stopnia (1978)
- Nagroda MRLiGŻ II stopnia (1985)
- Złoty Krzyż Zasługi (1971)
- Krzyż Kawalerski Orderu Odrodzenia Polski (1976).